# داف مک‌کگن
مایکل اندرو مک کیگن با نام مستعارداف مَک‌کِگِن (به انگلیسی: Duff McKagan) ‎(زادهٔ ۵ فوریه ۱۹۶۴)‎ نوازندهٔ گیتار باس اهل سیاتل آمریکا است. او بیشتر به خاطر ۱۳ سال پیشینهٔ نوازندگی‌اش در گروه گانز ان رزز شناخته شده‌است.
مَک‌کِگِن پس از جدا شدن از گانز به همراه اسلش گروه وِلْوِت ریوُلْوِر را تأسیس کردند که فعالیت‌اش در آن گروه تابه‌امروز ادامه دارد. او به موازات همکاری با ولوت ریولور گروه پانک راک خودش با نام لاوْدِد را هم رهبری می‌کند. مَک‌کِگِن برای نشریهٔ سیَتل ویکلی به صورت هفتگی مطلب می‌نویسد و در مجلهٔ پلی‌بوی هم نویسندهٔ ستون اختصاصی خودش با نام «دافونومیکس» است. «داف» نام مستعاری است که خانوادهٔ مَک‌کِگِن از دوسالگی او را با آن نام صدا می‌کردند و بعدها هم روی او باقی‌ماند. او در سال 1988 با مندی بریکس ازدواج کرد ولی چند ماه بعد از هم جدا شدند و سپس با دختری به اسم لیندا جانسون در سال 1992 ازدواج کرد اما این ازدواج نیز نا موفق بود تا سرانجام با مدل مشهور سوزان هولمز در سال 1999 ازدواج کرد . آن‌ها دارای دو دختر به اسم Grace و Mae هستند.
مَک‌کِگِن تا به‌امروز دو آلبوم شخصی با نام‌های ‎(۱۹۹۳)‎ Believe in Me و ‎(۱۹۹۹)‎ Beautiful Disease منتشر کرده‌است.